# Дом Пашкова
Дом Пашко́ва (Пашко́в дом) — одно из самых знаменитых классицистических зданий Москвы, ныне принадлежащее Российской государственной библиотеке. Спроектировано (предположительно) Василием Баженовым. Находится по адресу Воздвиженка ул. 3/5, стр.1.

## Строительство здания

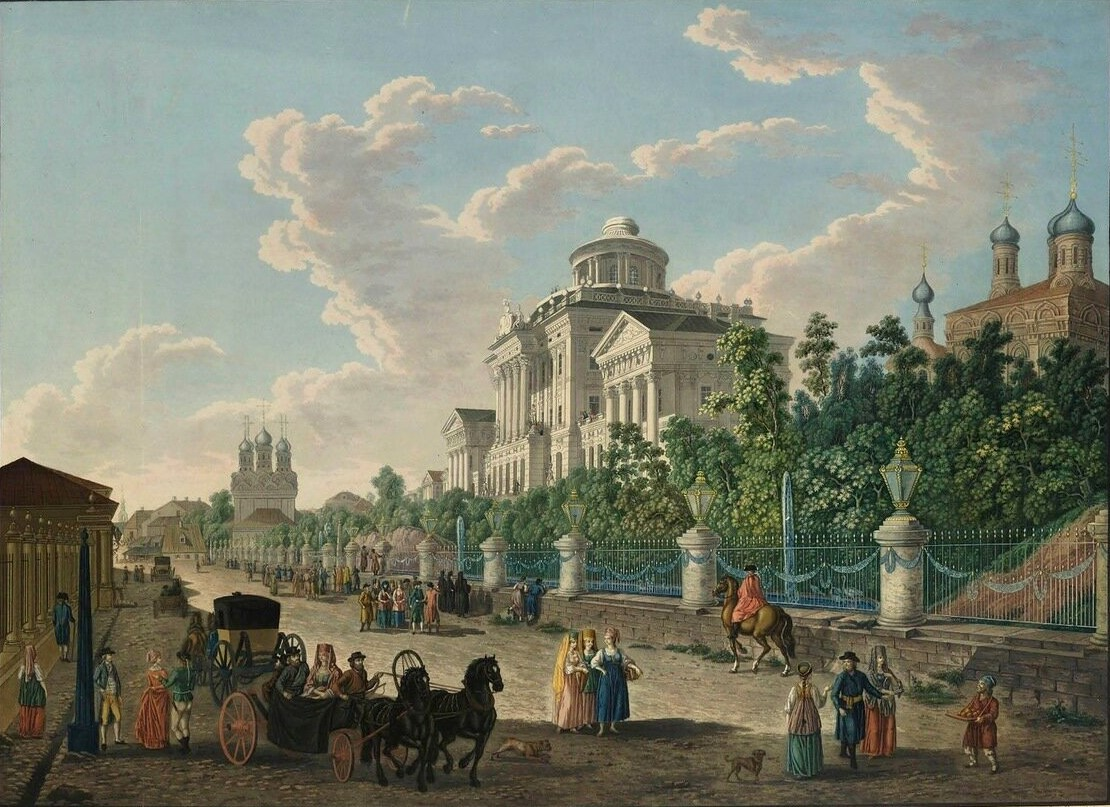
Вид Моховой и дома Пашкова в Москве, Ж. Делабарт, конец XVIII века

Пашков дом был построен в 1784—1786 годах по заказу капитан-поручика лейб-гвардии Семёновского полка Петра Егоровича Пашкова, сына денщика Петра I, предположительно, по проекту архитектора Василия Ивановича Баженова. На протяжении XX века высказывались различные точки зрения по вопросу его авторства, так как письменных свидетельств не сохранилось, и единственное, что доказывает принадлежность его Баженову, — это устная традиция и архитектурная баженовская манера.

### Слава здания
После своей постройки Пашков дом стал достопримечательностью Москвы и на протяжении многих лет вызывал удивление и считался одним из самых красивых зданий города.
На закате солнца высоко над городом на каменной террасе одного из самых красивых зданий Москвы... находились двое: Воланд и Азазелло.  Они не были  видны снизу,  с улицы...Но им город был виден почти до самых краев.М. А. Булгаков, «Мастер и Маргарита»

## Владельцы здания

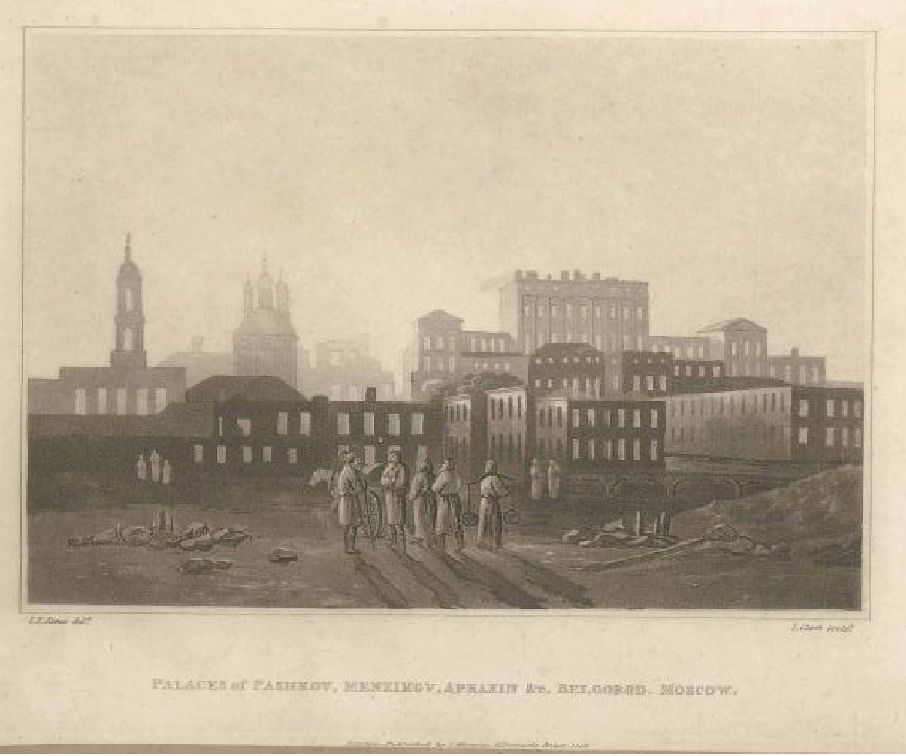
Дом Пашкова и окружающие усадьбы после пожара 1812 года

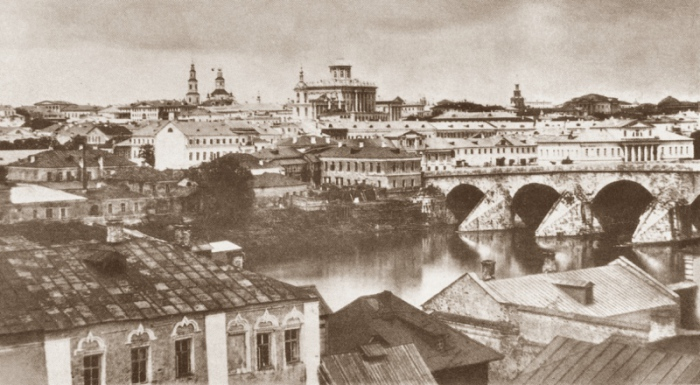
Дом Пашкова на фоне старого Каменного моста, фотография 1855—1857 годов

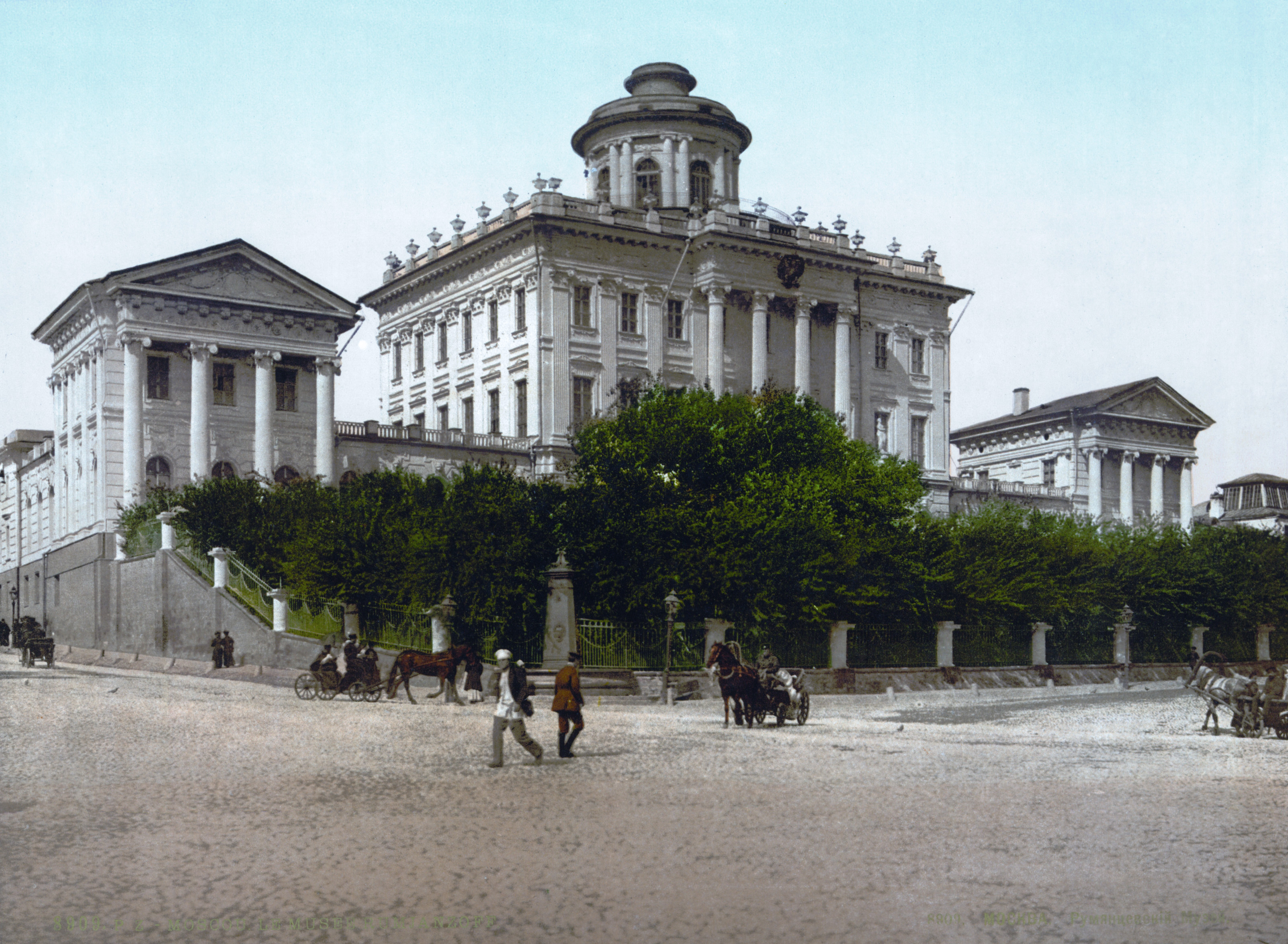
Пашков дом. Дореволюционная открытка

- Первым владельцем дома был П. Е. Пашков, по фамилии которого особняк получил своё название. Его наследник А. И. Пашков и сын последнего Василий предпочитали старой усадьбе «второй дом Пашкова» на Моховой (ныне здание журфака МГУ). В начале XIX века баженовский шедевр стоял в запустении.
- В 1839 году дом был приобретен у наследников Пашкова казной для Московского университета. В 1843 году здесь разместился Московский дворянский институт, преобразованный из Университетского Благородного пансиона, позже институт был преобразован в 4-ю городскую гимназию (с 1852 года).
- В 1861 году здание было передано для хранения коллекций и библиотеки Румянцевского музея.
- В 1921 году, в связи с поступлением в музей после революции более четырёхсот брошенных, бесхозяйных и национализированных книжных коллекций, все отделы музея были выведены из Пашкова дома. В нём осталась только библиотека музея, переименованная и преобразованная в знаменитую Государственную библиотеку СССР им. В. И. Ленина, здание было отведено под отдел редких рукописей[2]. В настоящее время Пашков дом входит в комплекс зданий библиотеки, но много лет не использовался, так как там постоянно производился ремонт, который начался в 1988 году и закончился в 2007 году.

С 2010-х в правом флигеле Пашкова дома расположен отдел рукописей, в левом — нотно-музыкальный отдел и отдел картографических изданий, открывшиеся для читателей в апреле 2009 года.

## Описание
Впечатляющий вид здания вызван отчасти местом его постройки. Пашков дом стоит на высоком Ваганьковском холме, как бы продолжая линию его подъёма, на открытом углу двух спускающихся улиц. Главный фасад ориентирован на солнечную сторону. По отношению к улице, а также к въезду с переулка, особняк поставлен не по прямой улице, а несколько скошенно. Благодаря этому он лучше воспринимается с боковых, более далёких ракурсных точек зрения.
Место здания важно и символически: Пашков дом стоит на холме напротив Боровицкого холма, увенчанного Кремлём. Пашков дом был первым светским зданием в Москве, из окон которого можно было глядеть на башни и постройки Кремля не снизу вверх, а также наблюдать Ивановскую и Соборную площади.

### Планировка здания
Здание имеет разнообразный и интересный силуэт, благодаря тому, что оно скомпоновано из трёх компактных архитектурных объёмов: центральный корпус и боковые крылья-флигели. Упрощённо говоря, особняк, являясь одновременно городской усадьбой, имеет П-образную планировку с открытым в сторону въезда парадным двором. Оригинальность решения — въезд располагается не со стороны главного фасада, а в переулке, традиционная планировка оказывается как бы перевёрнутой. Высокий холм создаёт подножие зданию.
Планировка сада, некогда разбитого перед домом, поражала своим великолепием:
Внизу два каменных бассейна с фонтанами в средине. От улицы дом отделяется решеткою чудного узора. Сад, как и пруд, кишит иноземными редкими птицами. Китайские гуси, разных пород попугаи, белые и пестрые павлины находятся здесь на свободе или висят в дорогих клетках. Эти редкости вместе с общей красотой этого дома привлекают сюда по воскресеньям и праздничным дням многочисленные толпы народа.Иоганн Рихтер, «Moskwa. Eine Skizze», 1799
При расширении Моховой улицы участок, примыкающий к дому, сократился до одного склона.
Единственный въезд в Пашков дом, доступный для карет, находится со стороны Староваганьковского переулка. Он размещён на одной оси с основным объёмом здания, которая подчеркивается всей системой застройки дворца. Широко используется принцип контраста — противопоставлено большое и малое:
- центральный объём здания — служебным помещениям, оградам,
- развернутый парадный двор перед главным входом — узкой трапециевидной воронке, соединяющей въезд с парадным двором,
- раструб воронки соответствует выступу на фасаде главного корпуса,
- прямолинейные очертания двора и воронки соединены криволинейными стенами.

Такое построение генплана с использованием контрастов несет в себе отпечаток предыдущего периода барокко с его любовью к сложно трактованному пространству. Создается пространственная система, полная контрастных эффектов и способствующая более сильному восприятию архитектурной доминанты всего комплекса — центрального объёма главного здания.
К участку примыкает бывшая домовая церковь Святого Николая Угодника.

### Классицизм в оформлении фасадов
У дома Пашкова два главных фасада — один обращён к проезжей части и имеет дворцовый, торжественный характер, другой — ориентирован во двор и имеет более уютный, усадебный вид.
Фасад, выходящий на Моховую, характеризуется протяжённостью. Композиция центробежно разворачивается во все стороны. Вправо и влево от центрального кубического массива отходят две одноэтажные галереи, завершающиеся двухэтажными флигелями. А в центральном корпусе с обеих сторон выдвигаются колонные портики. Здание увенчано круглым бельведером. Это — излюбленные приёмы архитектуры классицизма.

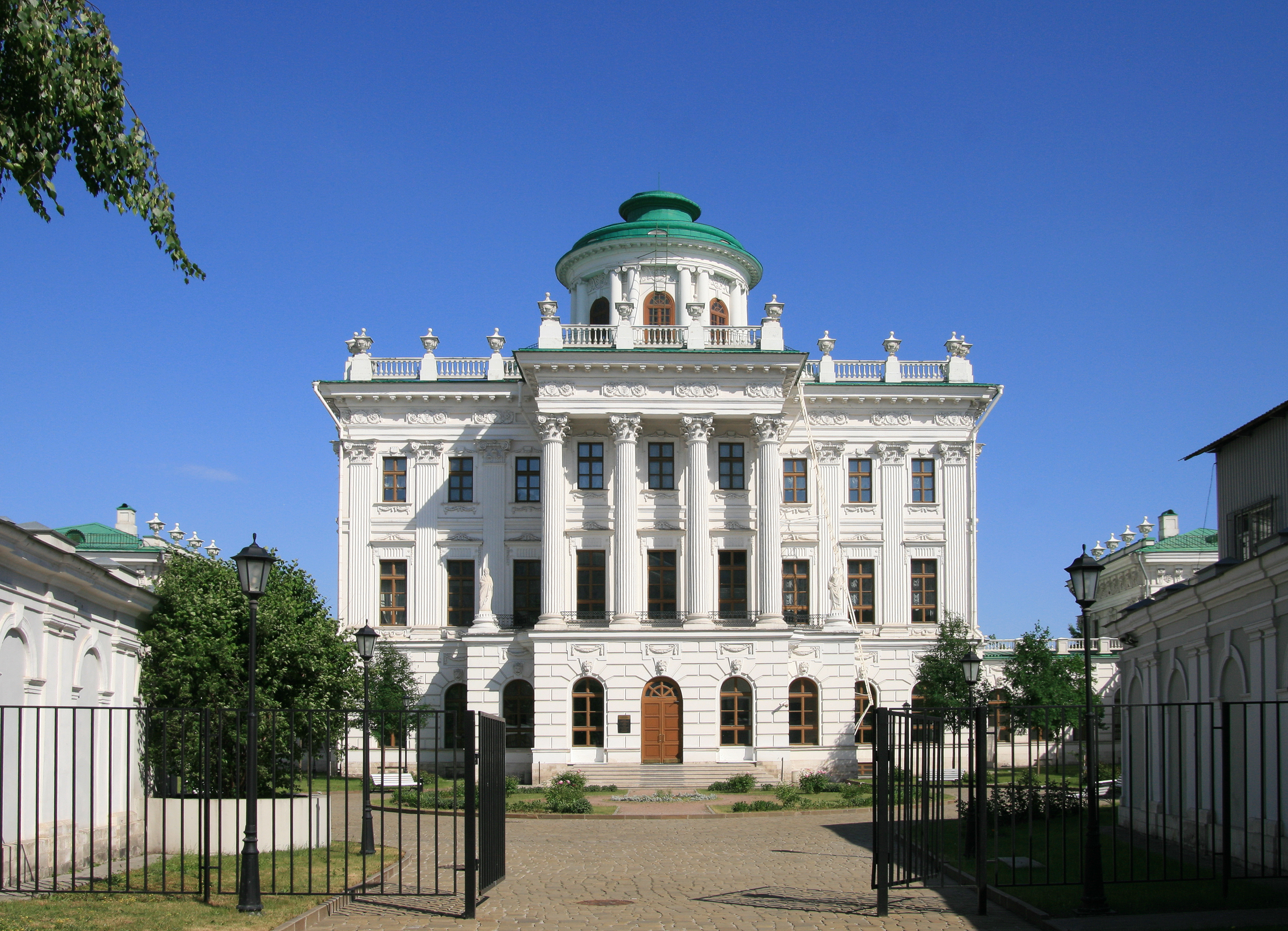
Фасад Пашкова дома со стороны Староваганьковского переулка

#### Ордерная система Пашкова дома
В контрасте с рустованным первым этажом в портиках использован большой ордер, объединяющий два этажа. Благодаря невысокому, но протяжённому цоколю, такое объединение двух этажей колоннадой увеличивает масштабность здания.
Три портика фасада расположены фронтально. Пашков дом представляет редкий пример в мировой архитектуре, где при подобной композиции фасада применены три портика, совершенно одинаковые по своим основным размерам и числу колонн. Различен только используемый ордер.
В колоннах и пилястрах центрального корпуса использован композитный коринфский ордер, в своих деталях нарисованный с большей свободой и оригинальностью по сравнению с обычными канонами. По сторонам четырёхколонного портика расположены статуи, поставленные на базы колонн.
В колоннах и пилястрах флигелей использован сложный ионический ордер с диагональными капителями. Они подчёркивают художественную самостоятельность и роль флигелей в композиции фасада.
Балюстрада, обрамляющая кровлю центрального корпуса, несёт на столбах пышные вазы, смягчая переход от фриза и карниза к бельведеру, завершающему центральный объём. Бельведер не является такой статичной формой как фронтон, и подчёркивает устремлённость ввысь всей композиции, увенчивая здание Пашкова дома.

### Внутренняя планировка

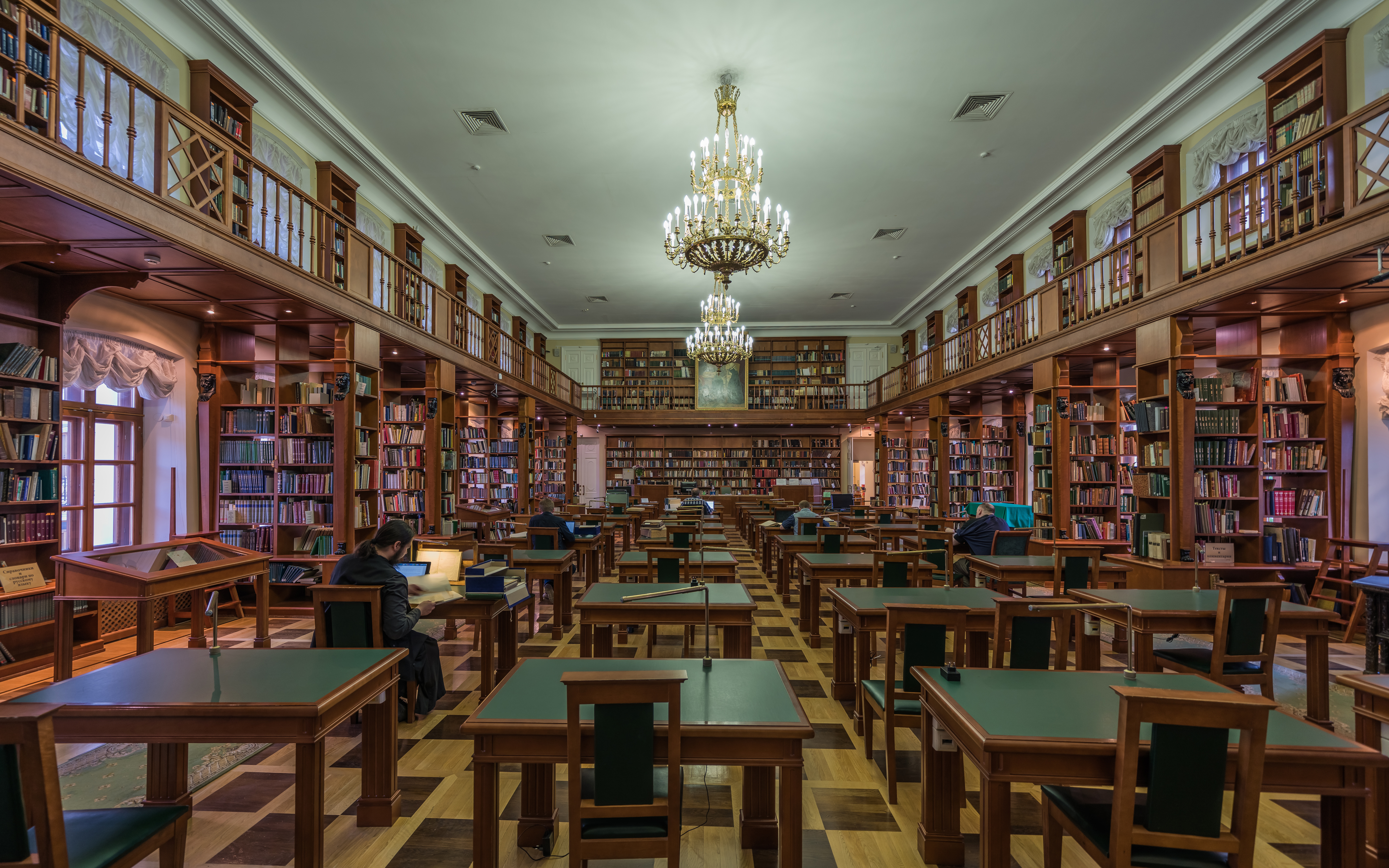
Румянцевский зал в доме Пашкова

Главные, наиболее парадные помещения дворца, были расположены в его центральном корпусе, вход в который был устроен по оси здания, со стороны парадного двора. Главный вестибюль был расположен также по оси главного здания, там, где теперь главная лестница. Справа от вестибюля, в стороне от центральной оси, шла парадная лестница во второй этаж, приводившая в аванзал и в главный зал. Боковые флигели были отведены под жилые и служебные помещения.

## Перестройки здания
Первоначальный цвет стен здания, согласно некоторым источникам, был оранжевый. Начало изменений баженовского облика здания было положено императором Павлом: по его приказанию с купола была снята венчавшая его статуя Минервы (или Марса), служившая символом побед царствования его матери.

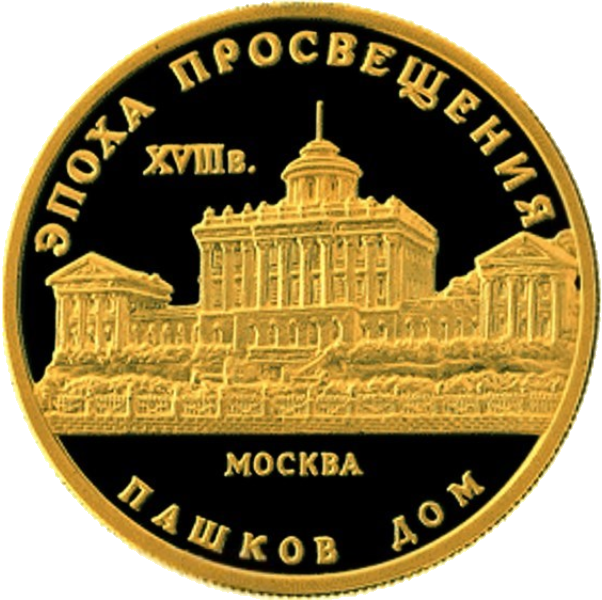
Дом Пашкова на монете России 1992 года

### Царская эпоха
Во время наполеоновского нашествия здание сильно пострадало: были уничтожены завершающий здание деревянный бельведер с обходной колоннадой коринфского ордера, и вознесённые на антаблемент центрального портика здания огромная скульптурная группа и герб Пашковых.
Позже здание было восстановлено с чертами московского послепожарного классицизма: в 1815—1818 годах один из архитекторов «Комиссии для строения Москвы» (видимо, Осип Бове) восстановил бельведер, заменив прежние коринфские круглые колонны на трёхчетвертные ионические, тем самым утяжелив дом постановкой более тяжёлого ордера над более лёгким. Кроме того, были видоизменены боковые продольные галереи. Первоначально они были открытыми переходными балконами и их венчали только балюстрады, сквозившие на фоне неба, теперь же они перекрыты двускатной кровлей. Утраченная скульптурная декорация не была восстановлена. В 1841 году архитектор А. В. Никитин составил проект перестройки дома под размещение Дворянского института. Он же руководил работами по перестройке совместно с архитектором И. И. Свиязевым.
Здание, функционировавшее как Румянцевский музей, подвергалось перестройкам и в связи с функциональностью: когда Александр II подарил музею картину Александра Иванова «Явление Христа народу», обладающая огромным размером, специально для неё в 1914 году архитектором Н. Л. Шевяковым был построен сохранившийся до сего дня двусветный Ивановский зал — особое здание рядом с Пашковым домом, спланированное таким образом, чтобы при сравнительно небольшом его размере открывался наиболее удачный её обзор — в конце анфилады зал второго этажа.

### Советское время

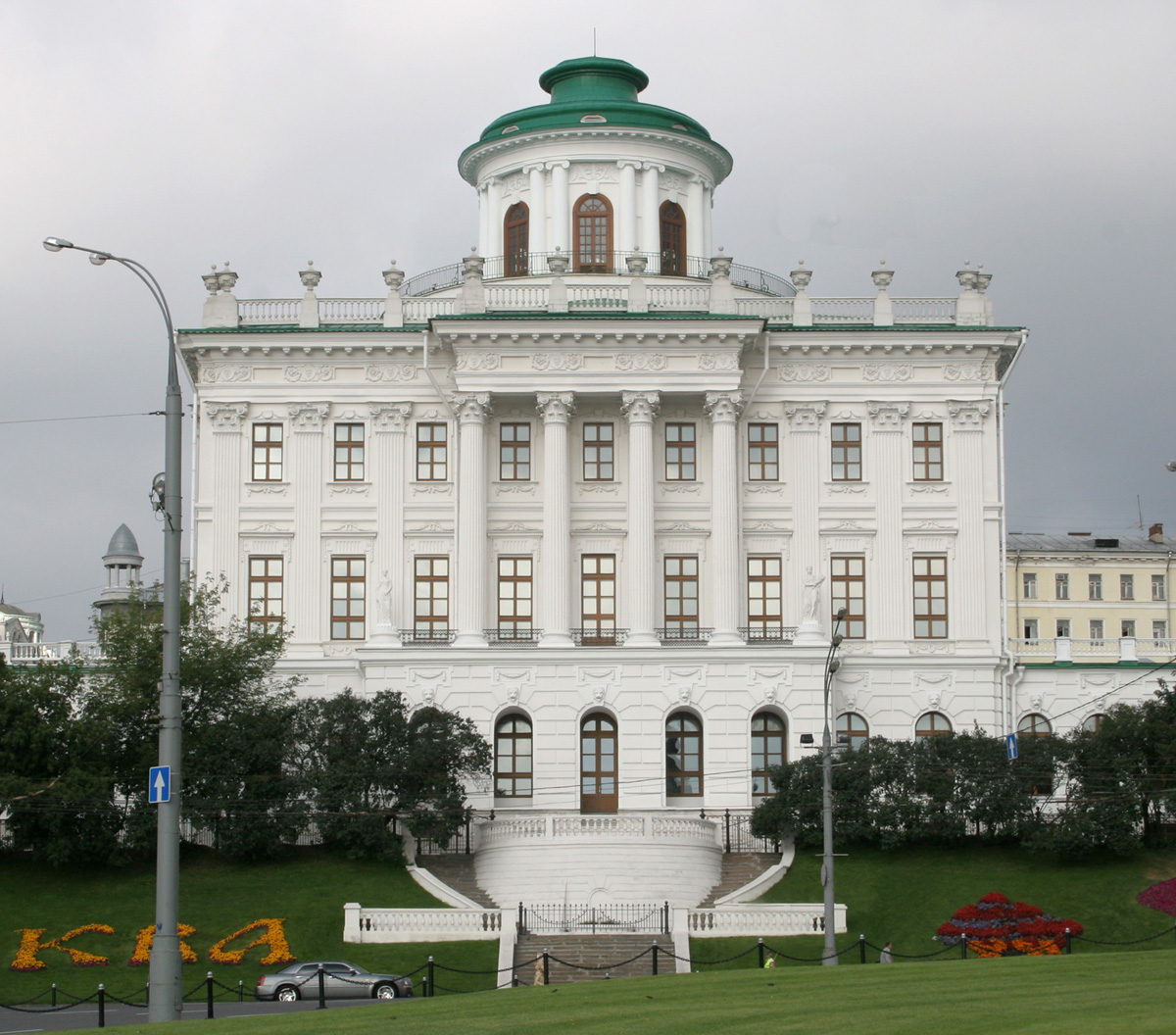
Вид с Моховой на центральный корпус. Хорошо видна лестница Долганова

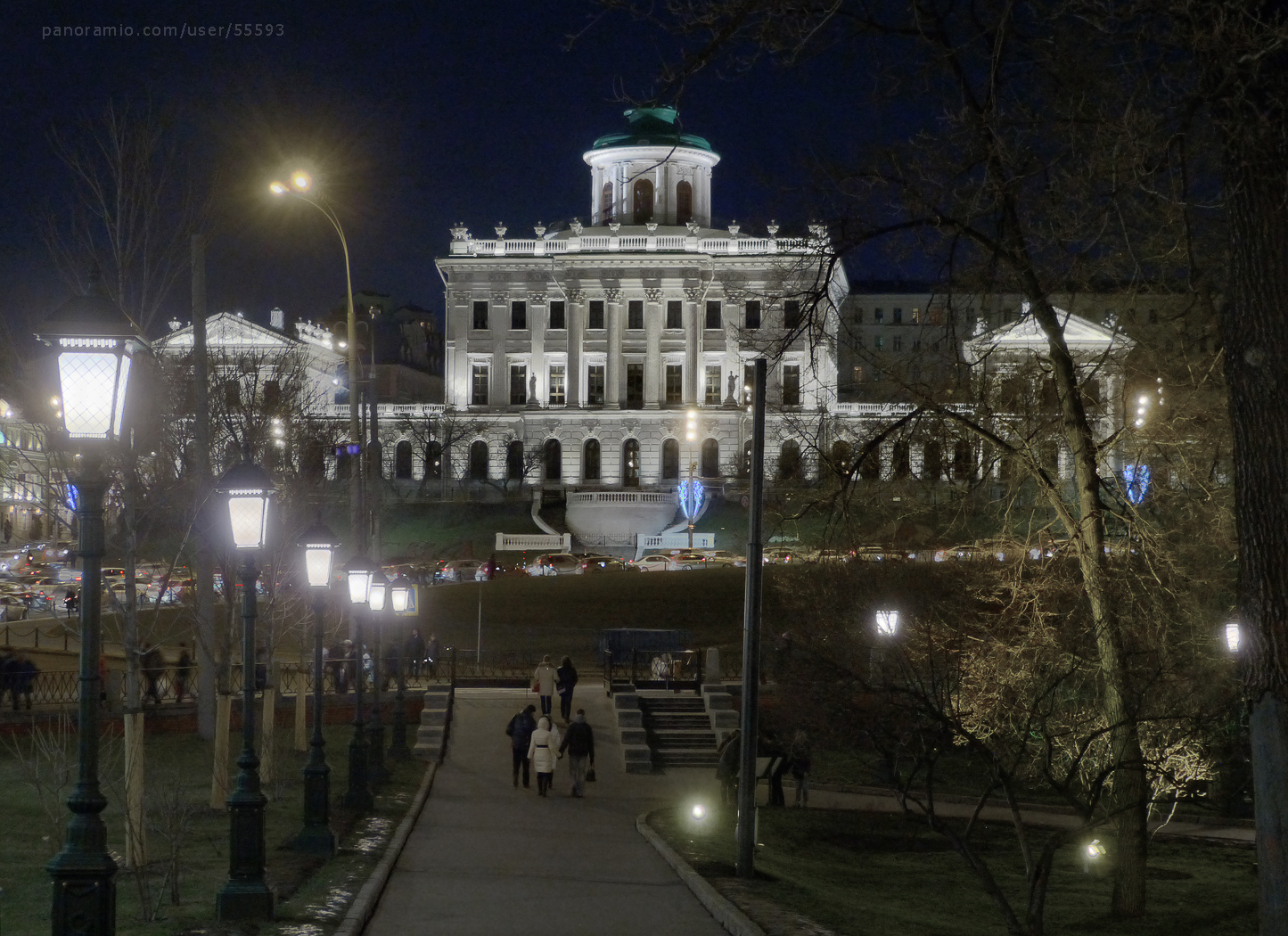
Ночной вид Пашкова дома из южной части Александровского сада

В соответствии с принятым в 1935 году Генеральным планом реконструкции Москвы рядом с Пашковым домом должна была пройти новая широкая парадная улица — аллея Ильича, соединяющая площадь Дзержинского с новой архитектурной доминантой Москвы — Дворцом Советов, строящимся на месте разрушенного Храма Христа Спасителя. Тот же Генплан предусматривал возведение нового Большого Каменного моста, съезд с которого должен был плавно влиться в аллею Ильича. Реализация этих идей в конце 1930-х годов стала возможной за счёт поглощения части сада Пашкова дома и сноса ограды, которая была немаловажной частью облика здания. Белые колонны ограды тосканского ордера подчёркивали стремление ввысь от подножия холма, наверху движение подхватывалось колоннами портика. Теперь же зрительское восприятие изменилось: движение начинается не с подножия холма, от колонн ограды, а от цоколя здания на вершине холма. Кроме того, архитектором В. И. Долгановым в 1934 году на склоне была сооружена монументальная белокаменная лестница с террасой-трибуной, спускающаяся к Моховой, а на главном фасаде здания, на том месте, где ранее располагался герб Пашкова, был помещён серп и молот. Внутренняя планировка Пашкова дома изменялась более радикально, и от баженовских внутренних стен и лестниц почти совершенно ничего не осталось.
Последнее изменение облика дома Пашкова произошло во время одного из ремонтов в 1980-х годах, когда герб СССР был снят с фасада.
Во время двадцатилетней реконструкции дом с 1988 года не использовался, а после её завершения здесь разместились три отдела Российской государственной библиотеки: редких рукописей, картографии и нотных изданий.

## Интересные факты
- Глубины Ваганьковского холма под Пашковым домом считаются одним из нескольких возможных вариантов местонахождения легендарной библиотеки Ивана Грозного.
- Российский журналист Андрей Караулов рассказывал, что в 1993 году бывший глава нефтяной компании ЮКОС Михаил Ходорковский чуть было не купил дом Пашкова. Сделке помешал депутат Государственной думы Геннадий Райков, который рассказал о сделке тогдашнему президенту России Борису Ельцину. Вот, Борис Николаевич, когда вы будете въезжать в Кремль, Ходорковский Вам с балкона будет рукой махать. Согласно этой истории, Ельцин вмешался и сделку отменили[13].
- Дом Пашкова описан в романе «Мастер и Маргарита» как место встречи Воланда, Азазелло и Левия Матвея[14].

## Другие дома Пашкова
- «Пашков дом» — название издательства Российской государственной библиотеки.
- «Пашков дом» — роман Николая Шмелёва.
- Пашков дом (Второй Пашков дом, Аудиторный корпус, Аптекарский дом) — в старинных документах так иногда называется здание журфака МГУ, также находящееся на Моховой улице, дом 9. Эти владения также принадлежали Пашкову — Александру Ильичу, родственнику предыдущего. Ещё один дом, принадлежавший Пашковым, находился на Чистопрудном бульваре, 12[15].
- Особняк Пашкова в Санкт-Петербурге, на Литейном, 39 (архитектор Г. Боссе), воспет Некрасовым в «Размышлениях у парадного подъезда»[16].